# Río Mandakini
El río Mandakini es un río de India de la cuenca alta del Ganges, un afluente del río Alaknanda que discurre por el estado de Uttarakhand. El río recorre unos 81 kilómetros entre las zonas de Rudraprayag y Sonprayag y nace en el glaciar Chorabari. El río se une al Songanga en Sonprayag y pasa por el templo hindú Madhyamaheshwar en Ukhimath. Al final de su curso desagua en el Alaknada, una de las dos fuentes proncipales del Ganges.
El Mandakini se considera un río sagrado en Uttarakhand, ya que pasa por los templos de Kedarnath y Madhyamaheshwar. Por esta razón, el Mandakini ha sido lugar de peregrinaciones y turismo religioso, con excursiones que pasan por sitios significativos de espiritualidad como Tungnath y Deoria Tal. La zona del Mandakini también atrae cada año a millones de turistas que practican el rafting, el senderismo y las excursiones religiosas que se ofrecen en torno al Chardham Yatra de invierno. En 2011, más de 25 millones de turistas visitaron el río (para comparar, el Estado de Uttarakhand tiene una población de unos 10 millones). La salud del río y de los paisajes circundantes se ha ido degradando poco a poco, lo que ha dado lugar a proyectos de conservación del medio ambiente como el Santuario de Vida Silvestre de Kedarnath.
El Mandakini está sometido a fuertes lluvias, sobre todo en la época de los monzones. La precipitación anual en la región circundante es de 1000−2000 mm, que se eleva casi un 70% en la temporada de monzones (finales de julio-octubre). Estas fuertes precipitaciones suelen ser responsables de la subida del nivel del agua y de intensas inundaciones repentinas. Junto con el colapso de un segmento del lago Chorabari embalsado en 2013, una intensa racha de fuertes lluvias provocó la devastación histórica de pueblos rurales y la muerte de miles de lugareños, peregrinos y turistas. Son las llamadas inundaciones repentinas de Kedarnath de 2013.

## Ecología
La cuenca del Mandakini varía entre los 3800 m.s.n.m. y los 6090 m aproximadamente en la cabecera del glaciar Chorabari. El clima suele ser más fresco que en la India continental. La humedad es relativamente alta, sobre todo en la época de los monzones (suele superar el 70%). La región alberga valles muy escarpados y grandes pendientes, que suelen provocar un gran movimiento de sedimentos y desprendimientos.

## Curso
Con una longitud total de aproximadamente 80 km entre las regiones de Kedarnath y Rudraprayag, el Mandakini pasa por muchos lugares importantes de Uttarakhand. También actúa como medio de dirección para el paso por esa zona concreta del Himalaya Garwhal.  Debido a la cambiantes condiciones meteorológicas y geográficas, como el deshielo y la reforma de los glaciares circundantes, el caudal del Mandakini fluctúa mucho a lo largo del año. Por estas razones, el caudal anual del Mandakini se ha dividido en dos categorías: caudal medio monzónico y caudal medio diario. De esta forma, también se traza la temperatura y los niveles de sedimentos del agua. El caudal más alto registrado (en 2018) fue de entre 6 y 12 m³/s observada de junio a septiembre, con una precipitación media diaria de 120−150 mm.

### Nacimiento

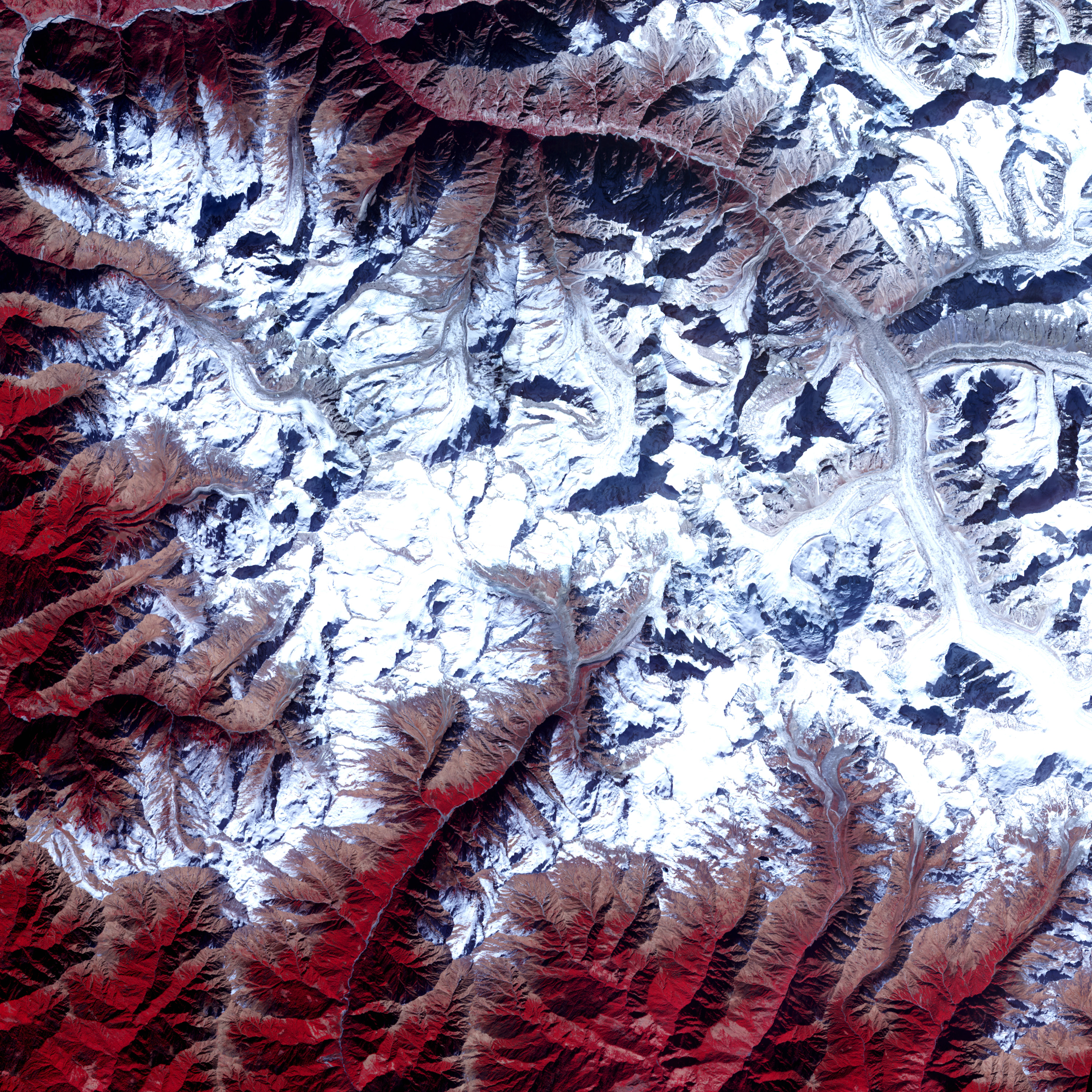
Imagen de satélite del glaciar Chorabari que muestra el flujo del Mandakini.

La única fuente del Mandakini es el glaciar Chorabari. Chorabari es un glaciar de tipo valle de tamaño medio que cubre un área de aproximadamente 6,6 km² dentro de la cuenca del Mandakini. También es uno de los muchos glaciares situados en la región del Himalaya, del que dependen muchos residentes para sus necesidades de agua. El glaciar se encuentra entre la cumbre de Kedarnath, al norte, y la ciudad de Kedarnath, al sur. Sin embargo, en los últimos años (a partir de los datos recibidos entre 1962 y 2014), la exposición a temperaturas más elevadas y el aumento de la intervención humana han provocado una reducción de la masa del glaciar Chorabari (una pérdida del 1% de su superficie frontal y de aproximadamente 344 m de su longitud). Como resultado, el río Mandakini ha visto aumentar constantemente su nivel de agua y la posibilidad de inundaciones repentinas. Esto también disminuye el suministro de agua dulce para las ciudades de los alrededores.

## Inundaciones repentinas de 2013
Los días 16 y 17 de junio de 2013, las precipitaciones sin precedentes y los daños en las zonas embalsadas del glaciar Chorabari provocaron la crecida del Mandakini y sus afluentes en el Himalaya de Garwhal y la posterior devastación de las aldeas circundantes. La avalancha de agua provocó entonces desprendimientos de tierra a gran escala en la zona. En el valle de Kedarnath se registraron 137 incidentes distintos de "desprendimientos de tierra provocados por inundaciones repentinas". Los asentamientos situados aguas abajo, como Kedarnath (3546 m), Rambara (2740 m) y Gaurikund (1990 m), fueron los más afectados por la acumulación de escombros de los pueblos dañados aguas arriba, lo que creó un "efecto bola de nieve" de devastación. Durante las inundaciones, el cauce principal del río aumentó aproximadamente un 406%, y alrededor del 50% (7 km) de la ruta peatonal única (14 km) entre Gaurikund y Kedarnath quedó completamente arrasada. Como resultado, las operaciones de rescate se vieron obstaculizadas y la evacuación no pudo completarse de forma efectiva. En los meses siguientes se registraron más de 1.000 muertes de turistas, peregrinos y lugareños. Aproximadamente 120 edificios quedaron destruidos, 90 de ellos en los alrededores del santuario de Kedarnath y en Rambara, un pequeño pueblo situado río abajo. Aunque numerosas casas y granjas quedaron destruidas por las inundaciones, la mayoría de los santuarios y el templo de Kedarnath quedaron intactos. Los habitantes de la zona fueron vistos caminando hacia el templo y rezando sólo unos días después del desastre. Los peregrinos y los lugareños informaron de que "nubes negras" y "agua negra" se apoderaron de la tierra y el cielo el día de la inundación.
Se cree que el aumento de la construcción de proyectos hidroeléctricos, el crecimiento exponencial del turismo y el aumento constante de las emisiones de gases de efecto invernadero han contribuido al desastre. Por ello, los miembros del consejo natural de Kedarnath se han esforzado por recuperar zonas del terreno. Algunos métodos son los planes de conservación, los santuarios de vida salvaje y la colocación estratégica de bloques de hormigón para restaurar el curso original y favorecido del río.